# Galium shepardii
Galium shepardii är en måreväxtart som beskrevs av George Edward Post. Galium shepardii ingår i släktet måror, och familjen måreväxter. Inga underarter finns listade i Catalogue of Life.